# Luca Vuerich
Luca Vuerich, italijanski alpinist, fotograf, gorski reševalec in vodnik, * 11. december 1975, Humin, Videm, † 22. januar 2010, Videm.

## Življenje
Svoje sledi je Luca Vuerich pustil v dolgih kombiniranih smereh, zaledenelih slapovih, ekstremnih smučarskih podvigih. Kot alpinist in fotograf je sodeloval v več odpravah v Himalajo, po navadi skupaj z Nives Meroi in Romanom Benetom, pri čemer po navadi ni uporabljal dodatnega kisika. Osvojil je pet od štirinajstih osemtisočakov: Broad Peak, Gasherbrum I in II, Lhotse in Manaslu. Številne smeri je opravil tudi v Julijski Alpah. Bil je prvi, ki je uspešno presmučal južno steno Montažanad planino Pecol.
22. januarja 2010 je skupaj z Andrejem Magajnetom plezal novo ledno smer v ostenju Prisojnika, ko ga je odnesel snežni plaz. Hudo ponesrečenega so ga s helikopterjem prepeljali v videmsko bolnišnico, kjer je še isti dan podlegel poškodbam. Pokopan je na pokopališču v Žabnicah v Kanalski dolini.

## Odprave
| Leto | Gora (nadmorska višina)                                              |
| ---- | -------------------------------------------------------------------- |
| 1998 | Nanga Parbat (8125 m)                                                |
| 1999 | Shisha Pangma (8013 m)                                               |
| 1999 | Cho Oyu (8201 m)                                                     |
| 2000 | Gasherbrum II (8035 m)                                               |
| 2001 | Mazeno Peak (7150 m)                                                 |
| 2003 | Gasherbrum I (8068 m), Gasherbrum II (8035 m) in Broad Peak (8047 m) |
| 2004 | Lhotse (8501 m)                                                      |
| 2005 | Dhaulagiri (8167 m)                                                  |
| 2007 | Kahn Tengri (7000 m)                                                 |
| 2008 | Manaslu (8156 m)                                                     |